# Стів Лейсі
Стів Лейсі — американський співак, автор пісень, гітарист і звукорежисер. Здобув визнання як гітарист альтернативного R&B гурту the Internet.У 2017 році він випустив свій дебютний міні-альбом Steve Lacy's Demo. Після цього Лейсі з'явився разом із Frank Ocean у пісні «911 / Mr. Lonely» гурту Tyler, the Creator, а також став співавтором пісень для таких виконавців, як Solange Knowles, Chloe x Halle, і Кендрік Ламар, з останнім з яких він працював над піснею «Pride».
Його дебютний студійний альбом Apollo XXI (2019) отримав номінацію за найкращий сучасний урбаністичний альбом на 62-й щорічній церемонії вручення премії «Греммі». Того ж року він з'явився на синглі «Sunflower» гурту Vampire Weekend. Потім він співпрацював з Келвіном Гаррісом (під псевдонімом Love Regenerator) над піснею «Live Without Your Love», яка посіла перше місце в чарті Великої Британії.
Його другий студійний альбом, «Gemini Rights» (2022), очолив першу десятку чарту Billboard 200. Альбом породив сингл «Bad Habit», який став першою піснею Лейсі, що посіла перше місце в Billboard Hot 100 після того, як став вірусним у TikTok, де фрагмент пісні був використаний як саундтрек для понад 400 000 відео на платформі. Він приніс йому дві номінації на премію «Греммі» в категоріях «Запис року» та «Пісня року», а його материнський альбом переміг у номінації «Найкращий альбом у жанрі прогресивний R&B». У 2023 році журнал Time назвав його одним із 100 найвпливовіших людей світу.

## Дитинство
Стів Лейсі народився в Комптоні, штат Каліфорнія, 23 травня 1998 року, син афроамериканської матері та філіппінського батька. Його виховувала мати, він ріс зі своєю сестрою Азією Лейсі (Азіатикою), а батька майже не було в його житті і зазвичай навідувався лише з особливих нагод. Коли Лейсі було 10 років, його батько помер. Лейсі відвідував середню школу Нарбонн, а потім перейшов до приватної школи. Лейсі казав, що виріс у захищеності, оскільки його мати хотіла захистити його та його сестер від навколишнього середовища в той час у Комптоні.

## Кар'єра
Лейсі вперше зацікавився гітарою у віці семи років завдяки відеогрі Guitar Hero, але незабаром захотів навчитися грати на справжній гітарі. Він познайомився з Джамілем Брунером, своїм майбутнім колегою по групі the Internet, під час гри в джаз-бенді в середній школі.  Свої перші пісні він спродюсував і виконав на своєму iPhone, використовуючи плагін для гітари під назвою iRig.  У 2013 році Лейсі став продюсером третього студійного альбому Інтернет-співака, Ego Death. Беручи участь у продюсуванні восьми треків, Ego Death був номінований на 58-у щорічну премію Греммі в категорії «Найкращий сучасний альбом в стилі урбан». Лейсі з'явився на альбомі Метта Мартіанса «The Drum Chord Theory» та альбомі Syd «Fin» після того, як було оголошено, що учасники гурту Internet випускатимуть сольні проекти. Він також почав продюсувати пісні для Twenty88, Дензела Каррі, Ісайї Рашада, Джей Коула, GoldLink і Кендріка Ламара, зокрема продюсував пісню «Pride» з альбому Ламара «Damn», що отримав Греммі, і двічі з'явився гостем на альбомі Vampire Weekend «Father of the Bride».
«Steve Lacy's Demo» вийшлов 17 лютого 2017 року, причому Лейсі знову створював більшість пісень на своєму iPhone, створюючи гітарні та басові аранжування через нього і співаючи безпосередньо у вбудований мікрофон. Він також запрограмував барабанні патерни в Ableton Live. Того ж року він став співавтором і продюсером міні-альбому Ravyn Lenae «Crush», який вийшов у лютому 2018 року.  Він возз'єднався з Internet для роботи над їхнім альбомом Hive Mind, який вийшов у липні 2018 року. Лейсі продовжив продюсувати Solange, Калі Учіс для її дебютного альбому Isolation, Мака Міллера для його альбому Swimming, і був представлений в альбомі Дева Хайнса «Negro Swan».

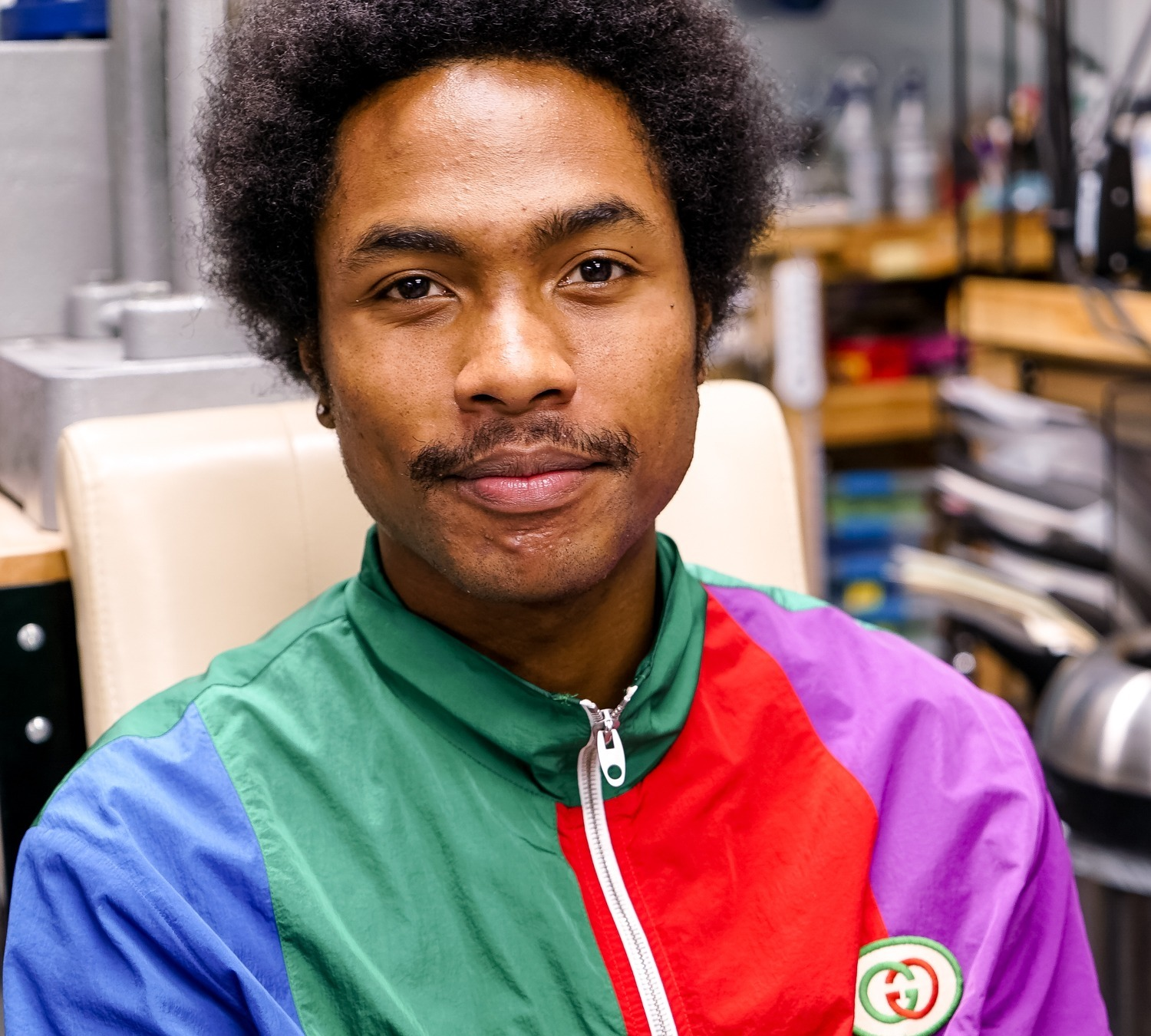
Lacy в 2019

У 2018 році Лейсі заявив, що він продюсував репера YG, і що він почав використовувати інші пристрої, крім телефону, для створення музики. У березні 2019 року йому приписують продюсування двох треків на альбомі Соланж «When I Get Home». Він також був представлений у пісні Vampire Weekend «Sunflower» і того ж місяця з'явився відеокліп на неї. У квітні він випустив сингл «N Side» зі свого дебютного альбому «Apollo XXI». Він оголосив дату виходу Apollo XXI 24 травня 2019 року. За тиждень після дебюту альбому він випустив ще два сингли, «Playground» і «Hate CD».  Альбом був номінований на 62-гу щорічну церемонію вручення премії «Греммі» в категорії «Найкращий сучасний урбаністичний альбом», що стало першою номінацією Лейсі на «Греммі» як сольного виконавця.
4 грудня 2020 року Лейсі випустив альбом-компіляцію своїх ранніх робіт під назвою The Lo-Fis.  Його сингл «Mercury» був випущений з музичним відео 16 червня 2022 року. Відео, розміщене на YouTube, приблизно вдвічі коротше за версію, яка опублікована на Spotify. Його другий студійний альбом, «Gemini Rights», вийшов 15 липня 2022 року. 5 листопада 2022 року він виконав пісні «Bad Habit» і «Helmet» на шоу Saturday Night Live.
31 січня 2023 року AEG (Anschutz Entertainment Group) Presents оголосили, що Лейсі буде одним з трьох хедлайнерів на інавгураційній серії концертів Re: SET.

## Артистизм
В інтерв'ю The Fader Лейсі назвав Thundercat, Erykah Badu, Black Moth Super Rainbow, Фаррелла Вільямса та The Neptunes одними з найбільших впливових виконавців, також згадавши Prince як співавтора своєї мрії. Лейсі також перерахував Weezer, Paramore та Джимі Гендрікса як головні фактори, що вплинули на його звучання.  Македа Сендфорд з гурту Saint Heron описав його звучання як «електризуюче і в той же час плавне… грайливе зображення пляжного фанку, рок-н-ролу та соулу». Джона Бромвіч з Pitchfork сказав, що він «іскриться класичним південно-каліфорнійським фанком і соулом». Він також заявив, що один з найбільших впливів на нього у продюсуванні — Мак ДеМарко. Лейсі сказав, що йому найкомфортніше писати на теми, пов'язані з коханням і побаченнями, і описує своє музичне звучання як шотландську тканину, що нагадує шотландський «плед».

## Особисте життя
В 2017, Лейсі сказав, що він бісексуал.

## Дискографія

### Альбоми
- Apollo XXI (2019)
- Gemini Rights (2022)

## Нагороди та номінації
| Організація              | Рік  | Категорія                                | Номінована робота | Результат    | Посилання     |
| ------------------------ | ---- | ---------------------------------------- | ----------------- | ------------ | ------------- |
| American Music Awards    | 2022 | New Artist of the Year                   | Himself           | Номінація    | [ 52 ]        |
| American Music Awards    | 2022 | Favorite Male R&B Artist                 | Himself           | Номінація    | [ 52 ]        |
| BET Awards               | 2023 | Video of the Year                        | «Bad Habit»       | Номінація    | [ 53 ]        |
| GLAAD Media Awards       | 2023 | Outstanding Breakthrough Music Artist    | Himself           | Номінація    | [ 54 ]        |
| Grammy Awards            | 2016 | Best Urban Contemporary Album            | Ego Death         | Номінація    | [ 55 ]        |
| Grammy Awards            | 2020 | Best Urban Contemporary Album            | Apollo XXI        | Номінація    | [ 55 ]        |
| Grammy Awards            | 2023 | Record of the Year                       | «Bad Habit»       | Номінація    | [ 56 ]        |
| Grammy Awards            | 2023 | Song of the Year                         | «Bad Habit»       | Номінація    | [ 56 ]        |
| Grammy Awards            | 2023 | Best Pop Solo Performance                | «Bad Habit»       | Номінація    | [ 56 ]        |
| Grammy Awards            | 2023 | Best Progressive R&B Album               | Gemini Rights     | Перемога     | [ 56 ]        |
| iHeartRadio Music Awards | 2023 | Best New Pop Artist                      | Himself           | Номінація    | [ 57 ]        |
| iHeartRadio Music Awards | 2023 | TikTok Bop of the Year                   | «Bad Habit»       | Номінація    | [ 57 ]        |
| iHeartRadio Music Awards | 2023 | Best New R&B Artist                      | Himself           | Номінація    | [ 57 ]        |
| MTV Europe Music Awards  | 2023 | Best R&B                                 | Himself           | В очікуванні | [ 58 ]        |
| MTV Video Music Awards   | 2022 | Song of Summer                           | «Bad Habit»       | Номінація    | [ 59 ]        |
| MTV Video Music Awards   | 2023 | Song of the Year                         | «Bad Habit»       | Номінація    | [ 60 ] [ 61 ] |
| Soul Train Music Awards  | 2022 | Best New Artist                          | Himself           | Номінація    | [ 62 ]        |
| Soul Train Music Awards  | 2022 | Song of the Year                         | «Bad Habit»       | Номінація    | [ 62 ]        |
| Soul Train Music Awards  | 2022 | Video of the Year                        | «Bad Habit»       | Номінація    | [ 62 ]        |
| Soul Train Music Awards  | 2022 | The Ashford & Simpson Songwriter's Award | «Bad Habit»       | Номінація    | [ 62 ]        |
| UK Music Video Awards    | 2022 | Best R&B/Soul Video — International      | «Sunshine»        | Номінація    | [ 63 ]        |
| UK Music Video Awards    | 2023 | Best R&B/Soul Video — International      | «Helmet»          | Номінація    | [ 64 ]        |